# Nauti Football Club
Il Nauti Football Club è la squadra più titolata di Tuvalu, infatti fin ad oggi dal 1970 è riuscita a conquistare ben 15 trofei, seguita dal Football Club Manu Laeva e dal Football Club Tofaga che ne hanno 7.

## Palmarès

### Competizioni nazionali
- Tuvalu A-Division: 15

2005, 2007, 2008, 2009, 2010, 2011, 2012, 2013, 2014, 2015, 2016, 2019, 2020, 2022, 2023
- Independence Cup: 6

1988, 1990, 1999, 2003, 2008, 2009
- NBT Cup: 3

2009, 2010, 2016

### Altri piazzamenti
- Independence Cup:

Finalista: 1998, 2004, 2007, 2012
- Christmas Cup:

Finalista: 2011

## Organico 2012-2013

### Rosa
| N. |                   | Ruolo | Calciatore      |
| -- | ----------------- | ----- | --------------- |
| 1  | Tuvalu (bandiera) | P     | Jay Timo        |
| 2  | Tuvalu (bandiera) | C     | Ruben Kausea    |
| 3  | Tuvalu (bandiera) | D     | Joshua Tapasei  |
| 4  | Tuvalu (bandiera) | C     | Sosene Vailine  |
| 5  | Tuvalu (bandiera) | C     | Raj Sogivalu    |
| 6  | Tuvalu (bandiera) | C     | Maleko Heiloa   |
| 7  | Tuvalu (bandiera) | A     | Onosemu Lopati  |
| 8  | Tuvalu (bandiera) | D     | John Tevesi     |
| 9  | Tuvalu (bandiera) | A     | Togavai Stanley |
| 10 | Tuvalu (bandiera) | C     | Afelee Valoa    |

| N. |                   | Ruolo | Calciatore       |
| -- | ----------------- | ----- | ---------------- |
| 11 | Tuvalu (bandiera) | A     | Mase Tumua       |
| 12 | Tuvalu (bandiera) | A     | Leki Vave        |
| 13 | Tuvalu (bandiera) | D     | Danny Enelii     |
| 14 | Tuvalu (bandiera) | A     | Uilani Tavita    |
| 15 | Tuvalu (bandiera) | D     | Manao Manao      |
| 16 | Tuvalu (bandiera) | D     | Puleuta Satalaka |
| 17 | Tuvalu (bandiera) | D     | Ikiele Taula     |
| 18 | Tuvalu (bandiera) | C     | Jeff Maleko      |
| 19 | Tuvalu (bandiera) | C     | Sili Fakasega    |
| 20 | Tuvalu (bandiera) | C     | Teinuku Feagaiga |